# علاقة النشاط بالهيئة
هو العلاقة بين النشاط البيولوجي والهيئة (بالإنجليزية: conformation–activity relationship)‏ أو التغيرات في هيئة الجزيء الحيوي ويشدد مصطلح علاقة النشاط بالهيئة على أهمية التغيرات الديناميكية التي تطرأ على الهيئة للوظيفة البيولوجية عوضاً عن أهمية البنية الساكنة ذات الأبعاد الثلاثية المستخدمة في تحليل علاقة النشاط بالبنية
وعادةً ما تطرأ التغيرات على الهيئة أثناء الارتباط الذري كتفاعل البروتين مع البروتين أو ترابط اللجائن مع البروتين . ويغير الشريك المرتبط ، البروتين على سبيل المثال ، هيئة الجزيء الحيوي لتمكن أو تمنع النشاط البيولوجي للجزيء الحيوي.
وتختلف وسائل تحليل علاقة النشاط بالهيئة فيمكننا تحليلها بالمحاكاة باستخدام الحاسوب أو استخدام الوسائل التجريبية مثل تصوير البلورات بالأشعة السينية أو الرنين المغناطيسي النووي حيث يمكن مقارنة الهيئة قبل النشاط وبعده سكونياً أو تحليلها باستخدام وسائل ديناميكية مثل قياس التداخل ثنائي الاستقطاب أو اللونانية الدائرية حيث يمكن تقدير الحركيات ودرجة التغير في الهيئة كمياً.

## الطرق التجريبية
الساكنة :
1. تصوير للبلورات بالأشعة السينية
2. الرنين المغناطيسي انووي

الديناميكية :
1. القياس التداخلي ثنائي الاستقطاب
2. اللونانية الدائرية